# Fantasy (antologia)
Fantasy, sottotitolata I migliori romanzi e racconti della narrativa fantasy di tutti i tempi, è un'antologia di racconti e novelle di genere fantasy curata dal critico Sandro Pergameno e pubblicata in Italia da Editrice Nord nel 1985, come uscita n. 11 della collana Grandi Opere Nord.

## Panoramica
Come tutti i volumi curati da Pergameno per le Grandi Opere Nord, l'antologia Fantasy è progettata come una panoramica su una specifica categoria di narrativa fantastica anglofona, in questo caso il racconto di genere heroic fantasy sviluppatosi nella letteratura britannica e statunitense fra la tarda età vittoriana e i pieni anni Ottanta (escludendo quindi, ad esempio, la tradizione parallela del racconto di fantasy contemporaneo): nello specifico, il volume antologizza ventidue testi pubblicati fra 1856 e 1983, ciascuno preceduto da una nota biografica e stilistica sul rispettivo autore, e tutti gli autori sono rappresentati da un racconto lungo o da una novella con l'eccezione di Tanith Lee, della quale si propongono invece due racconti più brevi preceduti da un'unica introduzione. 
Laddove in altri volumi della collana Grandi Opere Nord i testi furono suddivisi da Pergameno su base tematica e contenutistica, questa selezione bipartisce invece i racconti su base cronologia, fra cinque opere "classiche" di autori già deceduti e diciassette opere "moderne" di autori ancora vivi e attivi al momento della pubblicazione. All'interno delle due sezioni, è possibile rilevare che i primi due autori classici sono i britannici William Morris e lord Dunsany, rispettivamente l'iniziatore della letteratura fantasy contemporanea entro il movimento preraffaellita (primato condiviso con George MacDonald) e il primo fantasista a raggiungere largo successo a inizio Novecento, nell'ambito del Celtic Revival; i successivi tre, invece, sono gli statunitensi Robert E. Howard, Henry Kuttner e Clark Ashton Smith, tutti e tre membri del cenacolo letterario guidato dall'autore horror Howard P. Lovecraft, firme di punta della rivista Weird Tales durante gli anni Trenta e creatori di una caratteristica forma di fantasy che ibridava gli stilemi cappa e spada con un'estetica perturbante (per certi versi una forma prototipica di dark fantasy); va rimarcato che a tale corrente apparteneva anche la scrittrice Catherine L. Moore, di cui Editrice Nord aveva pubblicato tutto il corpus fantastico nella Fantacollana pochi anni prima. Analogamente, la proposta di autori contemporanea si apre con Fritz Leiber, L. Sprague de Camp, Lin Carter, John Jakes, Poul Anderson e Jack Vance, i sei membri principali della società letteraria Swordsmen and Sorcerers' Guild of America (SAGA in breve), i quali adottavano un'estetica maggiormente orientata all'umorismo e al "fantastico razionalizzato", seguendo il gusto della rivista Unknown (testata rivale di Weird Tales di cui de Camp e Leiber erano stati autori preminenti); l'antologia non propone scritti di Andre Norton, la settima esponente primaria della SAGA, ma in compenso associa a tale gruppo anche Randall Garrett, che ne non fu mai membro effettivo ma ne condivideva il taglio stilistico. L'antologia prosegue poi con i britannici Michael Moorcock e Tanith Lee e gli americani Roger Zelazny e Carolyn Janice Cherryh, quattro membri periferici della SAGA che hanno esteso anche al genere fantasy il gusto per il surrealismo, la decostruzione narratologica, la metatestualità e le tematiche sociologiche e femministe caratteristiche della New Wave della fantascienza; infine, vengono proposte opere di Patricia C. Hodgell, Patricia A. McKillip ed Elizabeth A. Lynn, tre autrici specializzate nell'high fantasy di ispirazione tolkieniana, e di Orson Scott Card e George R. R. Martin, all'epoca noti principalmente per la loro produzione di science fantasy.

## Contenuti
Per tutti i racconti proposti, questa antologia rappresenta la prima edizione in lingua italiana; le traduzioni sono tutte di Roberta Rambelli fuorché quella di "Una logica conclusione", di Annarita Guarnieri, e quelle di "Rosso come sangue" e "La terra dei lupi", di Gianpaolo Cossato e Sandro Sandrelli. Per i racconti afferenti a una saga più vasta, si indica in nota il ciclo di appartenenza.
- «Introduzione. Stregoni maligni, indomiti guerrieri e incantevoli principesse: uno sguardo alla fantasy moderna» di Sandro Pergameno.
- «Autori classici»
  - "La terra cava" ("The Hollow Land") di William Morris; prima edizione serializzata in due puntate in The Oxford and Cambridge Magazine di settembre e ottobre 1856.
  - "La spada di Welleran" ("The Sword of Welleran") di Lord Dunsany; nella raccolta personale The Sword of Welleran and Other Stories, George Allen & Sons, 1908.
  - "Gli dei di Bal-Sagoth" ("The Gods of Bal-Sagoth") di Robert E. Howard; in Weird Tales ottobre 1931[1].
  - "Sia maledetta la città" ("Cursed Be the City") di Henry Kuttner; in Strange Stories aprile 1939[2].
  - "L'avvento del verme bianco" ("The Coming of the White Worm") di Clark Ashton Smith; in Stirring Science Stories aprile 1941[3].
- «Autori moderni»
  - La maledizione delle piccole cose e delle stelle (The Curse of the Smalls and the Star) di Fritz Leiber; nell'antologia Heroic Visions, a cura di Jessica Amanda Salmonson, Ace Books, 1983[4].
  - "Ka il terribile" ("Ka the Appalling") di L. Sprague de Camp; in Fantastic Universe agosto 1958[5].
  - "La città nella gemma" ("The City in the Jewel") di Lin Carter; in Fantastic dicembre 1975[6].
  - "I diavoli nei muri" ("Devils in the Walls") di John Jakes; in Fantastic Stories of Imagination maggio 1963[7].
  - "Il Falcone di Ipswich" ("The Ipswich Phial") di Randall Garrett; in Analog Science Fact / Science Fiction dicembre 1974[8].
  - "Una logica conclusione" ("A Logical Conclusion") di Poul Anderson; in Fantastic Stories of Imagination novembre 1960.
  - "Flutic" ("Flutic") di Jack Vance; capitolo estratto dal romanzo La saga di Cugel (Cugel's Saga), Timescape Books, 1983[9].
  - "Elric alla fine del tempo" ("Elric at the End of Time") di Michael Moorcock; nell'antologia Elsewhere, a cura di Mark Alan Arnold e Terri Windling, Ace Books, 1981[10].
  - "La torre di ghiaccio" ("Tower of Ice") di Roger Zelazny; nell'antologia Flashing Swords! 5: Demons and Daggers, a cura di Lin Carter, Science Fiction Book Club, Doubleday, 1981[11].
  - "Un ladro a Korianth" ("A Thief in Korianth") di C. J. Cherryh; nell'antologia Flashing Swords! 5: Demons and Daggers, a cura di Lin Carer, Science Fiction Book Club, Doubleday, 1981[12].
  - "Rosso come sangue" ("Red as Blood") di Tanith Lee; nella raccolta personale Red As Blood or Tales from the Sisters Grimmer, DAW Collectors 513, DAW Books, 1983.
  - "La terra dei lupi" ("Wolfland") di Tanith Lee; in The Magazine of Fantasy and Science Fiction ottobre 1980.
  - "Ossa" ("Ossa") di P. C. Hodgell; nell'antologia Elsewhere vol. III, a cura di Mark Alan Arnold e Terri Windling, Ace Books, 1983[13].
  - "Una questione di musica" ("A Matter of Music") di Patricia A. McKillip; nell'antologia Elsewhere vol. III, a cura di Mark Alan Arnold e Terri Windling, Ace Books, 1983.
  - "La donna che amava la luna" ("The Woman Who Loved the Moon") di Elizabeth A. Lynn; nell'antologia Amazons!, a cura di Jessica Amanda Salmonson, DAW Collectors 364, DAW Books, 1979.
  - "La principessa e l'orso" ("The Princess and the Bear") di Orson Scott Card; nell'antologia The Berkley Showcase: New Writings in Science Fiction and Fantasy, Vol. 1, a cura di Victoria Schochet e John Silbersack, Berkley Books, 1980.
  - "Il drago di ghiaccio" ("The Ice Dragon") di George R. R. Martin; nell'antologia Dragons of Light, a cura di Orson Scott Card, Ace Books, 1980[14].

## Prosecuzioni
In sé e per sé l'antologia Fantasy ha rappresentato un unicum nel catalogo di Editrice Nord, in quanto Sandro Pergameno abbandonò la sua posizione di curatore a cavallo fra 1988 e 1989 e non predispose nessun'altra antologia monografica sui sottogeneri del racconto fantasy; tuttavia nel 1988 Nord ottenne i diritti per il mercato italiano della collana Sword & Sorceress, una selezione annuale di racconti inediti curata dalla romanziera Marion Zimmer Bradley per DAW Books, e ne tradusse i volumi dal 1° al 14° prima nelle Grandi Opere Nord e poi nella Fantacollana, terminando il progetto nel 2008. Inoltre, nel 1998 furono pubblicate nella collana Narrativa Nord due antologie gemelle realizzate da Alex Voglino (allora curatore della Fantacollana) intitolate Il Grande Libro della Heroic Fantasy e Il Grande Libro della Fantasy Classica, le quali formano un progetto unitario e propongono, nell'ordine, una selezione di miti pagani e di epica cavalleresca medievale (opere intese come antecedenti indiretti del fantasy moderno), una carrellata di fiabe d'autore ottocentesche (coeve agli scritti di William Morris), vari racconti novecenteschi afferenti sia alla "scuola" di lord Dunsany sia a quella di Howard Lovecraft (andando così ad espandere e approfondire il periodo "classico" delineato da Pergameno in Fantasy), e infine un nucleo di scritti contemporanei degli anni Ottanta; rispetto al volume di Pergameno, però, la selezione di Voglino è composta quasi tutta da ristampe, solo in minima parte da prime edizioni in italiano. 
Va infine rimarcato che, dopo aver lasciato Nord, Pergameno approdò alla concorrente Fanucci Editore e nel 2000 curò per la collana Economica Tascabile di Fanucci un volume intitolato I tesori della fantasy, nel quale furono tradotti otto racconti ancora inediti in italiano composti fra 1981 e 1995, quindi riagganciandosi direttamente alla finestra temporale dove si era chiuso Fantasy.

## Edizioni
- Autori vari, Fantasy, a cura di Sandro Pergameno, Grandi Opere Nord 11, Editrice Nord, 1985.
- Autori vari, Fantasy, a cura di Sandro Pergameno, Euroclub, 1988.
- Autori vari, Fantasy, a cura di Sandro Pergameno, Narrativa Nord 75, Editrice Nord, 1996.